# Holocausto de la Morte
Holocausto de la Morte är det amerikanska death metal-bandet Necrophagias tredje studioalbum. Albumet gavs ut 1998 av skivbolaget Red Stream, Inc..

## Låtförteckning
1. "Bloodfreak" – 4:58
2. "Embalmed Yet I Breathe" – 5:06
3. "The Cross Burns Black" – 7:08
4. "Deep Inside, I Plant the Devils Seed" – 4:56
5. "Burning Moon Sickness" – 4:26
6. "Cadaverous Screams of My Deceased Lover" – 7:57
7. "Children of the Vortex" – 3:39
8. "Hymns of Divine Genocide" – 1:35

## Medverkande
Musiker (Necrophagia-medlemmar)
- Killjoy (Frank Pucci) – sång
- Anton Crowley (Phil Anselmo) – gitarr
- Dustin Havnen – basgitarr
- Wayne "Doobie" Fabra – trummor

Bidragande musiker
- Maniac (Sven Erik Kristiansen) – sång (spår 3, 8)

Produktion
- Necrophagia – producent
- Keith Falgout – ljudtekniker
- Killjoy – omslagsdesign
- Paul Kuhr – omslagsdesign
- Chas Balun – omslagskonst